# Lithobates vaillanti
Lithobates vaillanti – gatunek płaza bezogonowego z rodziny żabowatych (Ranidae). Jego występowanie zanotowano w Kostaryce, Belize, Kolumbii, Ekwadorze, Gwatemali, Hondurasie, Meksyku, Nikaragui i Panamie.

## Opis
Samice są większe od samców. Głowa ich jest dłuższa niż szersza, a błona bębenkowa duża i widoczna, porównywalna średnicą do oka. Grzbiet brązowy z czarnymi punktami, przechodzący na przedzie w kolor zielonkawy. Larwa duża, o jajowatym kształcie, osiągająca do 80 mm.

## Środowisko życia i ekologia
Lithobates vaillanti to zwierzę wodno-lądowe, którego naturalnym środowiskiem jest wilgotny las równikowy. Jego miejsce występowania silnie związane jest z wodą, najlepiej wodą stojącą, np. sadzawkami. Wykazuje aktywność przez cały rok, zarówno za dnia, jak i nocą. Spłoszone ucieka do wody, gdzie chowa się pod jej powierzchnią lub pod wodną roślinnością. Żywi się głównie drobnymi bezkręgowcami, takimi jak chrząszcze czy pająki, ale także rybami. Żeruje na linii brzegowej jeziora.